# Jicchak Ben Aharon
Jicchak Ben Aharon (hebrejsky: יצחק בן אהרון, žil 17. červenec 1906 – 19. května 2006) byl izraelský politik a poslanec Knesetu za strany Mapam, Achdut ha-Avoda-Po'alej Cijon a Ma'arach.

## Biografie
Narodil se v Bukovině v tehdejším Rakousku-Uhersku (později Rumunsko). V Rakousku-Uhersku vystudoval střední školu. Absolvoval také vyšší školu politických studií v Berlíně. V roce 1928 přesídlil do dnešního Izraele. V roce 1940 vstoupil do britské armády. Byl zajat Němci a vězněn v letech 1941–1945. Jeho syn Ješa'jahu Ben Aharon je izraelským filozofem.

## Politická dráha
V mládí se angažoval v sionistickém hnutí ha-Šomer ha-Ca'ir a he-Chaluc v Rumunsku. Po přesídlení do dnešního Izraele se zapojil do hnutí ha-Kibuc ha-Me'uchad a od roku 1933 žil v kibucu Giv'at Chajim. V letech 1932–1938 byl tajemníkem zaměstnanecké rady v Tel Avivu. V letech 1938–1939 působil na postu tajemníka strany Mapaj. Po druhé světové válce vstoupil do strany Achdut ha-Avoda. Byl zatčen mandátními úřady během razie známé jako Černá sobota v roce 1946. Po roce 1948 se zapojil do činnosti levicové strany Mapam, po jejímž rozkolu se stal jedním z předáků strany Achdut ha-Avoda. V letech 1969–1973 byl generálním tajemníkem odborové centrály Histadrut.
V izraelském parlamentu zasedl poprvé už po volbách v roce 1949, do nichž šel za Mapam. Pracoval v parlamentním výboru House Committee a výboru pro zahraniční záležitosti a obranu. Znovu byl za Mapam zvolen ve volbách v roce 1951. Opětovně nastoupil coby člen výboru House Committee a výboru pro zahraniční záležitosti a obranu. V průběhu volebního období přešel do poslaneckého klubu Achdut ha-Avoda-Po'alej Cijon. Za ni kandidoval úspěšně ve volbách v roce 1955. Byl členem parlamentního výboru House Committee, výboru pro zahraniční záležitosti a obranu, výboru finančního a výboru práce. Na kandidátce Achdut ha-Avoda-Po'alej Cijon pronikl do Knesetu i po volbách v roce 1959, po nichž byl členem výboru finančního a výboru pro záležitosti vnitra. Uspěl i ve volbách v roce 1961, opět za Achdut ha-Avoda-Po'alej Cijon. Stal se členem finančního výboru. Na mandát rezignoval v průběhu funkčního období, v květnu 1964. Po volbách v roce 1965 v Knesetu nezasedl. Znovu byl zvolen až ve volbách v roce 1969, nyní za formaci Ma'arach. Stal se členem výboru pro zahraniční záležitosti a obranu. Za Ma'arach obhájil mandát ve volbách v roce 1973, po nichž se stal členem výboru pro zahraniční záležitosti a obranu a výboru pro vzdělávání a kulturu. Po roce 1977 odešel z politiky.
Zastával i vládní posty. V letech 1959–1962 byl ministrem dopravy.